# ولیسا گانزاگ
ولیسا گانزاگ (انگلیسی: Welissa Gonzaga؛ زادهٔ ۹ سپتامبر ۱۹۸۲) یک بازیکن والیبال اهل برزیل است که در المپیک ۲۰۰۸ عضو تیم ملی والیبال برزیل بود و به مدال طلا دست یافت.